# Colocleora comoraria
Colocleora comoraria là một loài bướm đêm trong họ Geometridae.